# Jesca Hoop
Jesca Hoop (ou Jessica Alice Hoop) est une chanteuse auteur-compositrice américaine de musique folk et rock née le 21 avril 1975 à Santa Rosa en Californie.

## Biographie
Jesca Hoop a eu une éducation dans une famille mormon dans un milieu très religieux. Ses parents étaient musiciens amateurs. Son père jouait de la musique folk et sa mère de la musique classique. Ses parents ont divorcé quand elle avait 14 ans,.
Elle a été nourrice pour les trois enfants de Tom Waits et Kathleen Brennan. Ces derniers l'ont encouragé à faire une carrière musicale,.
Elle vit avec son compagnon Tom Goodwin à Manchester en Angleterre.

## Style et influences
En 2009, elle déclare au magazine DIY, avoir été influencée par la musique de Kate Bush.
En 2022, elle sort un nouvel album " Order of romance", dans la grande tradition pop-folk.